# Comptabilité créative
 (septembre 2022).
Si vous disposez d'ouvrages ou d'articles de référence ou si vous connaissez des sites web de qualité traitant du thème abordé ici, merci de compléter l'article en donnant les références utiles à sa vérifiabilité et en les liant à la section « Notes et références ».
La comptabilité créative ou « créativité comptable » est l'ensemble des techniques utilisées en comptabilité par une entreprise pour modifier, légalement ou non, la présentation de ses comptes dans un sens plus favorable à ses attentes et à rassurer le public. La comptabilité créative est souvent assimilée à de la fraude fiscale.
Cette expression correspond à la traduction de l'expression anglaise « creative accounting » (positivisme comptable de l'École de Rochester[Quoi ?]). On parle également de « comptabilité imaginative », ou de « comptabilité d'intention ». Cette dernière expression, plus péjorative peut-être, suggère toutefois que la présentation des comptes n'est pas une opération dénuée d'arrière-pensées de la part de l'entreprise.

## Enjeux
La comptabilité cherche surtout à évaluer la valeur de l'entreprise ou son aptitude à créer un profit, mais elle peut aussi être utilisée pour légitimer des décisions de gestion qui ne seraient pas dans l'intérêt de toutes les parties prenantes, d'où les scandales financiers et comptables d'Enron, de WorldCom, de Parmalat, etc., qui ont connu un retentissement particulièrement important.
Pour certains financiers, la comptabilité créative est toutefois un mal nécessaire, car les règles actuelles ne donnerait pas une image fidèle de la situation. Toutefois, l'objectif général de la comptabilité créative est l'habillage de bilan, que ce soit dans le but d'améliorer les résultats de l'entreprise vis-à-vis des partenaires financier, ou de diminuer la fiscalité.
L'évaluation du risque, par exemple pour évaluer la valeur de l'entreprise, est nécessaire mais souvent subjective, et ceci même avec l'utilisation de techniques traditionnelles.
De plus, évaluer à la valeur de marché (et pas à la valeur historique) peut prêter à caution, sachant que ceci implique l'idée de pouvoir toujours être capable de vendre à cette valeur. Cependant utiliser ce mode d'évaluation permet de réaliser des estimations globales parfois plus pertinentes en toute sincérité.
Ces techniques servent aussi à lisser légalement les dividendes des grandes entreprises pour rassurer les investisseurs. Ces techniques jouent donc un rôle important dans la stabilisation du contexte de financement international. Les grandes entreprises européennes ont d'ailleurs longtemps souffert de devoir amortir systématiquement leur Goodwill (écart d'acquisition représentant l'immobilisation incorporelle de l'entreprise), ce qui diminuait artificiellement leurs profits, contrairement aux normes comptables aux États-Unis.
La comptabilité créative a cependant un coût. Le calcul du résultat fiscal peut impliquer une double comptabilisation si celle-ci ne correspond pas à la comptabilité imposée par le fisc. De plus, la bonne nouvelle provoquée par une comptabilité créative devra toujours être payée fiscalement un jour.
Dans un contexte où une information comptable et financière (simple) joue un rôle particulièrement important, il est devenu nécessaire de préciser et d'harmoniser les pratiques comptables. C'est actuellement le cas avec les normes internationales (IFRS) et la convergence des normes des pays de l'union européenne. Le renforcement des normes d'audit des commissaires aux comptes et des institutions tendent peu à peu à assurer la transparence des comptes. La comptabilité peut être aussi retravaillée par l'analyse des flux de trésorerie (méthode EVA, tableau de flux de trésorerie…) afin de saisir avec une grande pertinence la réalité de la santé des entreprises.

## Techniques légales
La comptabilité n'est pas — contrairement à ce que pense parfois l'opinion publique — une science exacte. Certaines évaluations peuvent être effectuées avec une certaine marge de liberté d'appréciation. De plus, face à un problème donné (amortissement d'une immobilisation), l'entreprise dispose de plusieurs choix (parfois sans retour). Liberté d'appréciation, possibilités de choix : il est dans ce cas tentant de choisir la solution qui convient le mieux à ce que l'entreprise prétend démontrer lors de la présentation de ses comptes, sans pour autant que l'on puisse parler de fraude au sens strict, mais plutôt d'habillage légal.
- Il est possible de changer de périmètre de consolidation (en vendant des participations), ce qui permet de choisir dans quelle entreprise des pertes pourront apparaître.
- En cas de perte, il peut être possible de réévaluer l'actif, ce qui augmente le profit par la plus-value générée.
- Il est possible d'adopter une politique d'amortissement judicieuse. Mais attention car la méthode utilisée doit être permanente.
- Il est possible d'adopter une politique de provision judicieuse. Il est difficile d'évaluer avec précision le risque (pour les engagements retraite l'option est irrévocable). Les provisions font souvent l'objet de bras de fer avec les organismes de contrôle.
- Il est possible d'adopter une politique d'évaluation des stocks. Les stocks sont parfois difficiles à contrôler.
- Il est possible d'adopter une politique d'étalement des charges dans le cas d'options (cas des primes d'émissions d'emprunts obligataires par exemple).
- Il est possible d'adopter une politique d'étalement des produits dans le cas d'options (cas des contrats à long terme par exemple).
- Il est possible d'adopter une politique fiscale avantageuse (report en arrière des déficits).
- Il est possible de réaliser des décisions de gestion judicieuses comme le cession bail par exemple ou l'échange de prêts/actifs (in substance defeasance).

## Techniques illégales
Les techniques les plus utilisées consistent à :
- ne pas provisionner certains risques connus ou à provisionner sans risque ;
- comptabiliser des actifs fictifs au mépris des règles prudentielles ;
- oublier de comptabiliser certains actifs ;
- ne pas comptabiliser certains passifs ;
- inventer des charges fictives futures.